# Yamasa (entreprise)
Pour l'entreprise, fabricant de pachi-slot et de jeu vidéo, voir Yamasa.

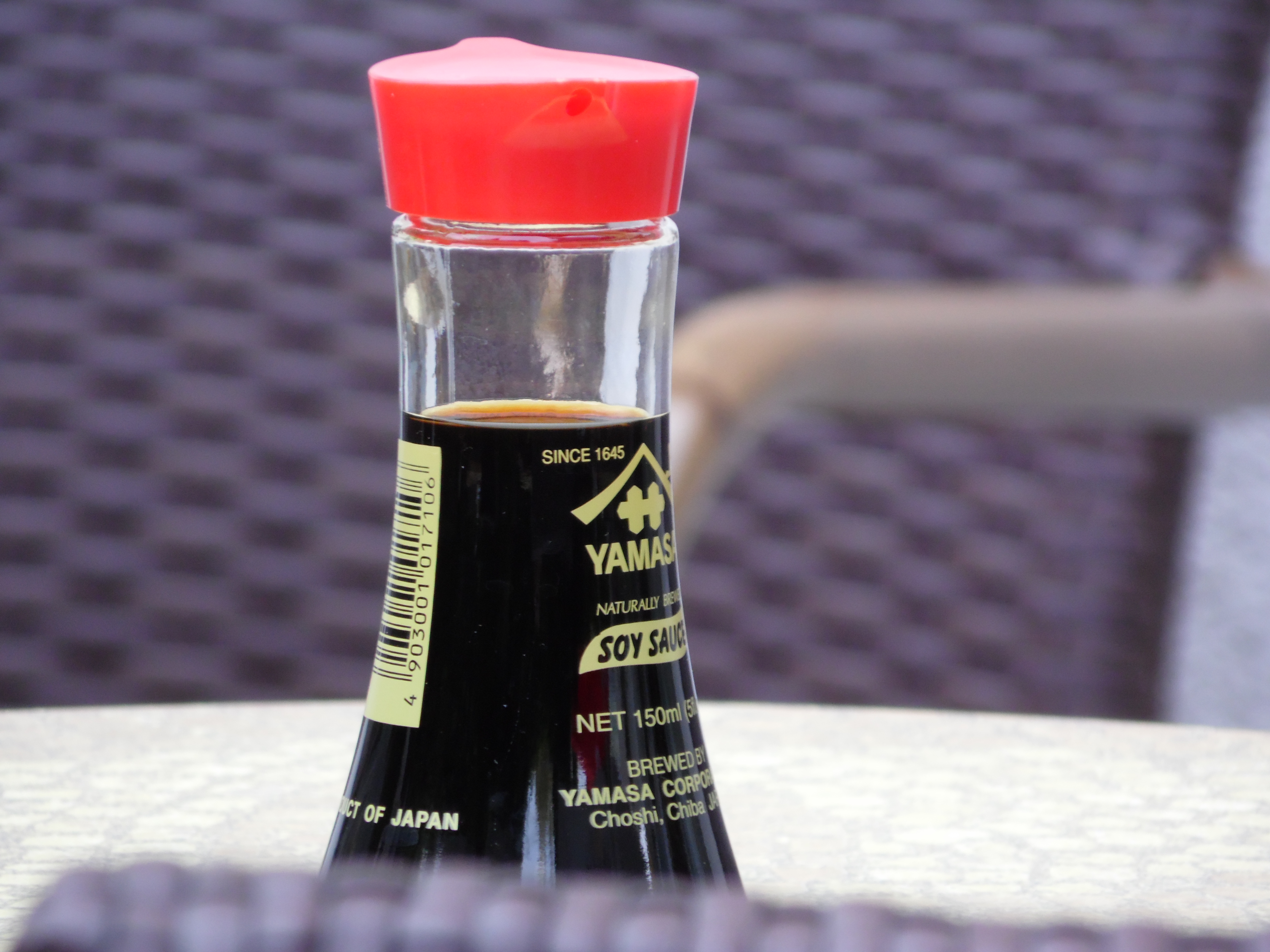
Sauce soja Yamasa.

Yamasa Corporation est une entreprise agroalimentaire et parapharmaceutique japonaise fondée en 1645 qui a d'abord développé son activité en tant que fabricant de sauce à base de soja,.

## Description
La Yamasa Shoyu est produite par la même famille depuis le XVIIe siècle, les Hamaguchi, installés à Chōshi. 
Le 7e Hamaguchi à la tête de cette entreprise fut Goryo Hamaguchi (en) (濱口 梧陵), 1820-1885), mécène, lettré et véritable héros national, qui devint ministre des Postes japonaises en 1871 puis préfet de Wakayama.
L'un des autres membres remarquables de cette lignée est l'artiste Yōzō Hamaguchi pour lequel la société Yamasa a ouvert un musée en 1998.
La Yamasa Corporation a ouvert différentes filiales dans le monde : en 1992 à Salem, Oregon, en 2008 en Thaïlande, et en 2011 à Amsterdam.